# Distrito Netze
El Distrito Netze o Distrito del Netze (en alemán: Netzedistrikt or Netze-Distrikt; en polaco: Obwód Nadnotecki) fue un territorio del Reino de Prusia desde 1772 hasta 1807. Incluía los centros urbanos de Bydgoszcz (Bromberg), Inowrocław (Inowraclaw), Piła (Schneidemühl) y Wałcz (Deutsch Krone) y recibió su nombre por el río Noteć (en alemán: Netze) que lo travesaba.
Junto a la Prusia Real, un territorio de la Corona Polaca desde 1466, el rey Federico II de Prusia también se apoderó de las tierras adyacentes de la Prowincja de Gran Polonia al sur de la Mancomunidad de Polonia-Lituania en la Primera Partición de Polonia de 1772. En un principio la Prusia Real, i.e los anteriores voivodatos de Pomerania, Malbork y Chełmno, pero con la excepción del antiguo Principado-Obispado de Warmia, fue organizada como la provincia de Prusia Occidental. Por otro lado las regiones adyacentes anexadas de los voivodatos de Poznań y Gniezno pertenecientes a Gran Polonia, así como las tierras occidentales de Kuyavia del voivodato de Inowrocław a lo largo del río Noteć (Netze) formaron el separado Distrito del Netze bajo el gobernador Franz Balthasar Schönberg von Brenkenhoff. 
Von Brenkenhoff sin embargo pronto fue acusado de derroche de fondos públicos en el curso de la construcción del Canal de Bydgoszcz, y desde 1775 en adelante el Distrito Netze fue administrado conjuntamente con Prusia Occidental. Con la Segunda Partición de Polonia de 1793, el resto de la provincia de Gran Polonia fue anexada por Prusia y formó la nueva provincia de Prusia del Sur. Después de la derrota prusiana en la Guerra de la Cuarta Coalición y de la insurrección de Gran Polonia, grandes partes meridionales del Distrito Netze de acuerdo con los Tratados de Tilsit de 1807 cayeron al Departamento de Bydgoszcz del Ducado de Varsovia. El territorio noroccidental restante alrededor de Wałcz y Kamień fue incorporado a la provincia de Prusia Occidental.
En el Congreso de Viena en 1815, la línea de demarcación fue confirmada como la frontera septentrional del Gran Ducado de Posen de nueva formación. Los territorios meridionales del anterior Distrito del Netze fueron administrados dentro del Regierungsbezirk (polaco: Rejencja) de Bromberg, mientras que la parte noroccidental pertenecía al Regierungsbezirk de Marienwerder (Kwidzyn) de Prusia Occidental.